# 台北市立松山高級中学
台北市立松山高級中学（そんざん/ソンシャンこうきゅうちゅうがく、ピンイン：Sōngshān、注音: ㄙㄨㄥ ㄕㄢ、 Taipei Municipal Song Shan Senior High School）は、台湾台北市にある全日制高校。

## 沿革
| 年     | 月日 | 事跡                           |
| ------ | ---- | ------------------------------ |
| 1958年 | 8月  | 台北市立松山初級中学として開校 |
| 1968年 | 8月  | 台北市立松山国民中学と改称     |
| 1989年 | 7月  | 台北市立松山高級中学と改称     |

## 歴代校長
| 代        | 氏名   | 任期           |
| --------- | ------ | -------------- |
| 初代      | 葉文堂 | 1989年～1996年 |
| 第2代     | 鄭英敏 | 1996年～1999年 |
| 第3代     | 鍾明樟 | 1999年～2003年 |
| 第4代     | 林石得 | 2003年～2009年 |
| 第5代     | 陳總正 | 2009年～2015年 |
| 第6代，今 | 陳清誥 | 2015年～       |

## 校歌
東海濤濤 玉山蒼蒼 倫理 民主 科学 開創杏壇新気象

松楼鐘響 群英飛揚 栄誉 責任 服務 誓為時代好棟樑

涵養五育 允文允武 篤行八徳 安郷定邦

青青子衿気豪壯 頂天立地放光芒